# سباناكوبيتا
سباناكوبيتا أو سباناكوتيروبيتا هي فطيرة سبانخ يونانية مالحة، مصنوعة بشكل اساسي من جبنة الفيتا. ويمكن تسميتها سباناكوتيروبيتا «فطيرة الحبن والسبانخ» للتأكيد على وجود الجبن فيها.

## المكونات والإختلافات
الفطيرة التقليدية تحتوي على سبانخ مفروم، جبن الفيتا، بصل، بصل أخضر، بيض، وتوابل. يمكن خلط جبنة كيفالوتيري البيضاء مع جبن الفيتا، والبعض يستخدمها بدلاً من جبنة الفيتا. يمكن استخدام الأعشاب مثل النعناع والبقدونس لاضافة نكهات إلى الفطيرة. يُغطى الخليط ويوضع على طبقات بشكل رقائق عجين ويُضاف اليه الزبدة أو زيت الزيتون، وبعدها اما يُوضع في مقلى كبير ويتم تقطيع حصص الأفراد منه أو تُجهز على شكل مثلث لكل فرد وَحدَهُ. في حين أن الوصفة السابقة هي الأكثر انتشاراً، بعض الوصفات تستخدم معجنات هورياتيكو على الطراز الريفي؛ والتي تحتوي على قشرة أسمك. ويمكن أيضا صناعتها باستخدام العجينة المنتفخة. وتصبح العجينة بلون ذهبي عندما تُخبز؛ ويكون سبب هذا اللون هو الزُبدة وصفار البيض. وتُقدم بعدها مباشرة من الفرن أو على درجة حرارة الغرفة.
هناك وصفات من السباناكوبيتا للصيام ووصفات نباتية أيضاً؛ تستخدمان في أيام الصيام العظيم في اليونان وفي أيام الصيام الدينية الأخرى. هذه الوصفات تحتوي على السبانخ، بصل أو بصل أخضر، وبعض الأعشاب مثل النعناع والبقدونس، زيت الزيتون، وطحين القمح أيضا؛ ولكن دون استخدام البيض أو منتجات الحليب. يُوضع الخليط في الفرن حتى يصبح هشًا. الوصفات النباتية من السباناكوبيتا تكون متاحة بشكل واسع حتى أنها تستخدم جبن التوفو النباتي بدلاً من جبن الفيتا.
في القرى اليونانية، تُستخدم كميات اقل من السبانخ ويُوضع بدلاً منها الحمض البستاني، أو السلق، أو الكراث.

## فطائر مشابهة
سباناكوبيتا منتشرة بشكل كبير في الثقافة اليونانية بحيث انها تظهر في اغلب كتب الطبخ والوجبات وتظهر في عدد كبير من المطاعم وقوائم الطعام الخاصة بالفنادق في أنحاء اليونان وعلى مستوى دولي. هذه الفطيرة مشابهة لفطيرة «تورتا باسكوالينا»؛ طبق من منطقة ليغوريا في ايطاليا وهو شائع في دولتي الأرجنتين والاوروغواي. ومشابهة أيضاً لفطيرة «بيتا زيلجانيكا» (والتي تصنف في بعض الأوقات من عائلة البوريك) وهي شائعة في دولتي صربيا والبوسنة والهرسك. وهي أيضا منتشرة في جبل طارق.